# Nathaniel Rateliff

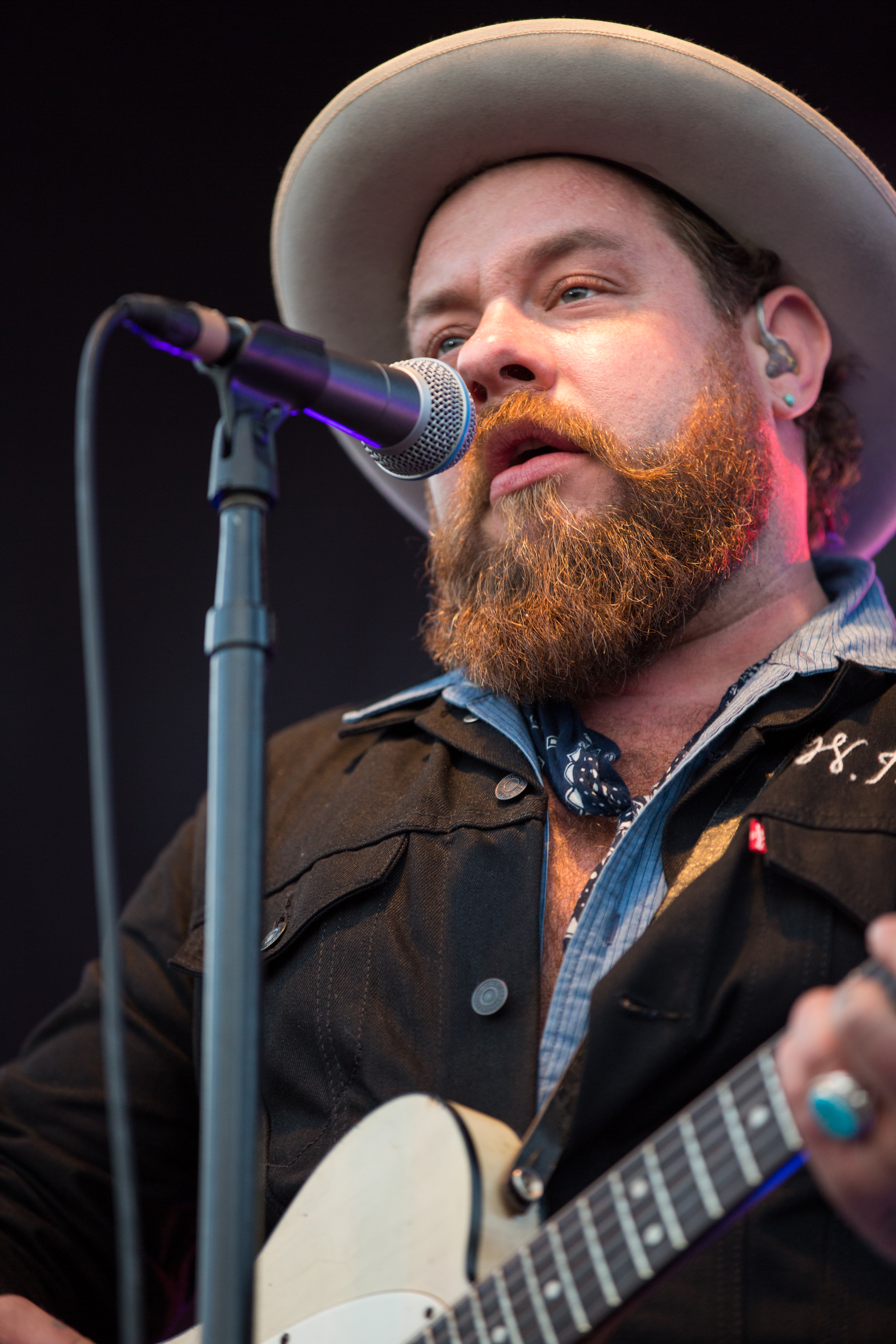
Rateliff beim High Water Festival 2017

Nathaniel David Rateliff (* 7. Oktober 1978 in St. Louis, Missouri) ist ein US-amerikanischer Folkrockmusiker. Er ist solo und mit seiner Begleitband The Night Sweats erfolgreich und konnte sich ab 2015 mit seinen Alben international in den Charts platzieren.

## Biografie
Nathaniel Rateliff wuchs im ländlichen Missouri auf. Seine Jugend war religiös geprägt und musikalisch dominierte die christliche Rockmusik. Er begann im Kindesalter mit Schlagzeug und lernte als Teenager Gitarre spielen. Mit 16 beendete er die Schule und wurde Fabrikarbeiter, bevor er im Rahmen von Youth with a Mission, organisiert von der evangelikalen Kirche, nach Denver ging. Allerdings führten Zweifel an der Kirche dazu, dass er seinen Glauben infrage stellte und die Organisation verließ.
Er blieb in Denver und arbeitete in verschiedenen Berufen. Daneben machte er Musik und zusammen mit seinem Jugendfreund Joseph Pope, der mit nach Denver gegangen war, gründete er die Rockband Born in the Flood. Mit den Jahren entwickelte er sich als Sänger und Songwriter weiter und nahm andere Musikrichtungen wie R&B, Country und Americana in sein Repertoire auf. Schließlich gründete er mit Pope als zweites Projekt die Band The Wheel. Sie wurde seine Hauptband, mit der er auch auf Tour ging. 2007 veröffentlichten sie ihr Debütalbum Desire and Dissolving Men.
Bei einem seiner gelegentlichen Soloauftritte wurde Rateliff vom Label Rounder Records entdeckt und unter Vertrag genommen. Er ging nach Chicago und nahm sein Solodebüt In Memory of Loss auf, das 2010 erschien. Er trennte sich aber wieder von Rounder und sein zweites Soloalbum Falling Faster Than You Can Run veröffentlichte er, zurück in Denver, 2013 in Eigenregie. 2015 folgte die von der Musikkritik positiv aufgenommene EP Closer.
Da er aber für seine Musik Bandbegleitung brauchte, gründete er parallel dazu die Night Sweats. Sie machten sich einen Namen als Liveband und wurden von Stax unter Vertrag genommen. 2015 erschien das von Richard Swift produzierte Debütalbum Nathaniel Rateliff & the Night Sweats. Unterstützt wurde es im Vorfeld mit Festival- und TV-Auftritten. Mit der Vorabsingle S.O.B. (Son of a Bitch) hatten sie einen Nummer-eins-Radiohit in den Triple-A-Charts (Adult Alternative Airplay) und einen Top-10-Hit in der Schweiz und in Belgien. Das Lied erreichte Platinstatus. Anschließend kam das Album auf Platz 17 der offiziellen US-Albumcharts und platzierte sich in vielen europäischen Ländern. In USA bekam es Gold und in Großbritannien Silber.
Es folgte eine weltweite Tour sowie die Veröffentlichung einer EP und eines Livealbums. Das zweite Studioalbum Tearing at the Seams folgte 2018. Es übertraf teilweise die Platzierungen des Night-Sweats-Debüts, auch wenn es nicht an die Verkaufszahlen des Vorgängers heranreichte. 2020 schob Nathaniel Rateliff das Soloalbum And It’s Still Alright ein, auf dem er persönliche Erlebnisse wie seine Scheidung und den Tod seines Freundes Richard Swift verarbeitete. 2021 folgte das dritte Night-Sweats-Album The Future, das sich allerdings nur noch am hinteren Ende der Billboard 200 einreihte.

## Diskografie

### Alben
| Jahr | Titel                                 | Höchstplatzierung, Gesamtwochen, AuszeichnungChartplatzierungen (Jahr, Titel, Platzierungen, Wochen, Auszeichnungen, Anmerkungen) | Höchstplatzierung, Gesamtwochen, AuszeichnungChartplatzierungen (Jahr, Titel, Platzierungen, Wochen, Auszeichnungen, Anmerkungen) | Höchstplatzierung, Gesamtwochen, AuszeichnungChartplatzierungen (Jahr, Titel, Platzierungen, Wochen, Auszeichnungen, Anmerkungen) | Höchstplatzierung, Gesamtwochen, AuszeichnungChartplatzierungen (Jahr, Titel, Platzierungen, Wochen, Auszeichnungen, Anmerkungen) | Anmerkungen                                                      |
| Jahr | Titel                                 | DE | CH | UK | US | Anmerkungen                                                      |
| ---- | ------------------------------------- | --- | --- | --- | --- | ---------------------------------------------------------------- |
| 2015 | Nathaniel Rateliff & the Night Sweats | — | CH11 Platin · (42 Wo.)CH | UK27 Silber · (13 Wo.)UK | US17 Gold · (50 Wo.)US | Erstveröffentlichung: 21. August 2015 mit den Night Sweats       |
| 2016 | A Little Something More From …        | — | — | — | US149 (1 Wo.)US | Erstveröffentlichung: 18. November 2016 EP; mit den Night Sweats |
| 2018 | Tearing at the Seams                  | DE90 (1 Wo.)DE | CH34 (4 Wo.)CH | UK33 (2 Wo.)UK | US11 (3 Wo.)US | Erstveröffentlichung: 9. März 2018 mit den Night Sweats          |
| 2020 | And It’s Still Alright                | — | CH24 (1 Wo.)CH | UK63 (1 Wo.)UK | US78 (1 Wo.)US | Erstveröffentlichung: 14. Februar 2020                           |
| 2021 | The Future                            | — | — | UK69 (1 Wo.)UK | US165 (2 Wo.)US | Erstveröffentlichung: 5. November 2021 mit den Night Sweats      |
| 2024 | South of Here                         | — | CH90 (1 Wo.)CH | — | US145 (1 Wo.)US | Erstveröffentlichung: 28. Juni 2024 mit den Night Sweats         |

Weitere Alben
- Desire and Dissolving Men (Nathaniel Rateliff and the Wheel, 2007)
- In Memory of Loss (2010/2017)
- Shroud EP (EP, 2011)
- Falling Faster Than You Can Run (2013)
- Closer (EP, 2015)
- Live at Red Rocks (Livealbum mit den Night Sweats, 2017)
- Red Rocks 2020 (Livealbum, 2021)

### Lieder
| Jahr | Titel Album                                  | Höchstplatzierung, Gesamtwochen, AuszeichnungChartplatzierungen (Jahr, Titel, Album, Platzierungen, Wochen, Auszeichnungen, Anmerkungen) | Höchstplatzierung, Gesamtwochen, AuszeichnungChartplatzierungen (Jahr, Titel, Album, Platzierungen, Wochen, Auszeichnungen, Anmerkungen) | Anmerkungen                                                |
| Jahr | Titel Album                                  | CH | US | Anmerkungen                                                |
| ---- | -------------------------------------------- | --- | --- | ---------------------------------------------------------- |
| 2015 | S.O.B. Nathaniel Rateliff & the Night Sweats | CH9 Gold · (23 Wo.)CH | US— ×2DoppelplatinUS | Platz 1 der US-Triple-A-Charts (Adult Alternative Airplay) |

Weitere Lieder (mit den Night Sweats, wenn nicht anders angegeben)
- Look It Here (2015)
- I Need Never Get Old (2016, US: Gold)
- Wasting Time (2016)
- You Worry Me a (2018, US: Gold)
- A Little Honey (2018)
- Hey Mama a (2018)
- And It’s Still Alright a (solo, 2020, US: Gold)
- Time Stands (solo, 2020)
- Redemption (solo, 2021)
- Survivor a (2021)
- Face Down in the Moment (2021)

## Auszeichnungen für Musikverkäufe
| Goldene Schallplatte - Belgien - 2016: für die Single I Need Never Get Old⁠ - 2017: für das Album Nathaniel Rateliff & the Night Sweats - Kanada - 2019: für die Single I Need Never Get Old⁠ - 2024: für das Album Tearing at the Seams | Platin-Schallplatte - Kanada - 2017: für das Album Nathaniel Rateliff & the Night Sweats - 2021: für die Single You Worry Me⁠ 4× Platin-Schallplatte - Kanada - 2022: für die Single S.O.B. |

Anmerkung: Auszeichnungen in Ländern aus den Charttabellen bzw. Chartboxen sind in ebendiesen zu finden.
| Land/RegionAuszeichnungen für Musikverkäufe (Land/Region, Auszeichnungen, Verkäufe, Quellen) | Silber  | Gold     | Platin     | Verkäufe  | Quellen                  |
| -------------------------------------------------------------------------------------------- | ------- | -------- | ---------- | --------- | ------------------------ |
| Belgien (BRMA)                                                                               | —       | 2× Gold2 | —          | 30.000    | ultratop.be              |
| Kanada (MC)                                                                                  | —       | 2× Gold2 | 6× Platin6 | 560.000   | Rateliff musiccanada.com |
| Schweiz (IFPI)                                                                               | —       | Gold1    | Platin1    | 35.000    | hitparade.ch             |
| Vereinigte Staaten (RIAA)                                                                    | —       | 4× Gold4 | 2× Platin2 | 4.000.000 | riaa.com                 |
| Vereinigtes Königreich (BPI)                                                                 | Silber1 | —        | —          | 60.000    | bpi.co.uk                |
| Insgesamt                                                                                    | Silber1 | 9× Gold9 | 9× Platin9 |           |                          |